# BD+14°4559
BD+14°4559, или Солярис — звезда в созвездии Пегаса на расстоянии около 163 световых лет от нас. Вокруг звезды обращается, как минимум, одна планета.

## Характеристики
BD+14°4559 представляет собой оранжевый карлик, по весу и размерам уступающий нашему Солнцу. Его масса и диаметр приблизительно равны 86 % и 95 % солнечных. Звезда довольно тусклая: её светимость равна 30 % солнечной светимости.

## Планетная система
В 2009 году группа польских астрономов анонсировала открытие планеты BD+14°4559 b в данной системе. Это газовый гигант, по массе близкий к Юпитеру. Орбита его пролегает в обитаемой зоне. Полный оборот вокруг звезды планета совершает за 268 суток.
Также в системе обнаружен дополнительный дрейф лучевой скорости (вероятно, от другого газового гиганта на внешней орбите).